# Alfredo Quesada
Alfredo Quesada Farias (22 września 1949) – piłkarz peruwiański noszący przydomki Lono i El Flaco, pomocnik, rozgrywający. Wzrost 175 cm, waga 70 kg.
Urodzony w Lobitos Quesada karierę piłkarską rozpoczął w 1967 roku w klubie Club Sporting Cristal, któremu pozostał wierny do końca kariery. W 1968 roku zdobył swój pierwszy tytuł mistrza Peru. W Copa Libertadores 1968 dotarł ze swym klubem do fazy ćwierćfinałowej. Jednak w Copa Libertadores 1969 Sporting Cristal nie zdołał wyjść z grupy. Kolejne mistrzostwo kraju zdobyte w 1970 pozwoliło Quesadzie po raz trzeci wziąć udział w Pucharze Wyzwolicieli, jednak w turnieju Copa Libertadores 1971 Sporting Cristal zajął ostatnie miejsce w grupie i odpadł. Po raz trzeci Quesada został mistrzem Peru w 1972 roku. Udział w Copa Libertadores 1973 Sporting Cristal także zakończył na fazie grupowej.
W 1973 roku Quesada wziął udział w eliminacjach do finałów mistrzostw świata w 1974 roku. Zagrał w obu meczach z Chile. W Copa Libertadores 1974 już tradycyjnie klub Quesady zakończył na fazie grupowej.
Jako gracz klubu Sporting Cristal był w składzie reprezentacji podczas turnieju Copa América 1975, gdzie Peru zdobyło tytuł mistrza Ameryki Południowej. Quesada zagrał we wszystkich 9 meczach – w dwóch z Chile, dwóch z Boliwią, dwóch półfinałowych z Brazylią i w trzech finałowych z Kolumbią.
W 1977 roku wziął udział w eliminacjach do finałów mistrzostw świata w 1978 roku. Quesada zagrał w pięciu meczach – dwóch meczach z Ekwadorem, dwóch meczach z Chile i jednym meczu z Brazylią.
Jako piłkarz klubu Sporting Cristal był w kadrze reprezentacji podczas finałów mistrzostw świata w 1978 roku. Zagrał w dwóch meczach – w przegranym 0:1 meczu z Polską i w przegranym 0:6 meczu z Argentyną. Quesada zaliczył też kolejny nieudany start w Pucharze Wyzwolicieli – w turnieju Copa Libertadores 1978 Sporting Cristal zajął w grupie drugie miejsce i odpadł.
W roku 1979 Quesada zdobył czwarty tytuł mistrza Peru, jednak w Copa Libertadores 1980 drużyny peruwiańskie trafiły na kluby z Argentyny i nie miały szans na wyjście z grupy.
Następnie w 1980 piąte mistrzostwo i nieudany udział w ostatniej w karierze Quesady edycji Pucharu Wyzwolicieli – Copa Libertadores 1981. W 1983 zdobył swój ostatni, szósty tytuł mistrza Peru i jako gracz klubu Sporting Cristal zakończył karierę.
Obecnie Quesada zajmuje się szkoleniem młodzieży w klubie Sporting Cristal.
Od 27 lipca 1971 roku do 21 czerwca 1978 roku Quesada rozegrał w reprezentacji Peru 50 meczów i zdobył 1 bramkę.